# کانر کرمپیکی
کانر کرمپیکی (آلمانی: Connor Krempicki؛ زادهٔ ۱۴ سپتامبر ۱۹۹۴) بازیکن فوتبال اهل آلمان است.
از باشگاه‌هایی که در آن بازی کرده‌است می‌توان به باشگاه فوتبال هوفنهایم اشاره کرد.